# 唐奈森 (伊利諾伊州)
唐奈森（英語：Donnellson）是位於美國伊利諾伊州邦德縣和蒙哥馬利縣的一個村落。

## 地理
唐奈森的座標為39°17′52″N 89°28′27″W / 39.29778°N 89.47417°W，而該地最高點為海拔高度188米（即617英尺）。

## 人口
根據2010年美國人口普查的數據，唐奈森的面積為0.90平方千米，均為陸地。當地共有人口210人，而人口密度為每平方千米233人。